# Raymond van der Kaaij
 (octobre 2018).
Raymond van der Kaaij, né le 20 juillet 1978 aux Pays-Bas, est un producteur néerlandais.

## Filmographie
- 2002 : Gesloten de Jochem de Vries
- 2009 : Aurore de Jean-Julien Pous et Denis Huneau[2]
- 2009 : Crips: Strapped 'n Strong de Joost van der Valk et Mags Gavan[3]
- 2011 : Club Zeus de David Verbeek[4]
- 2014 : Johnny Bakru de Ineke Houtman[5]
- 2014 : They Have Escaped de Jukka-Pekka Valkeapää[6]
- 2014 : Supernova de Tamar van den Dop[7]
- 2015 : Rich de Camiel Schouwenaar
- 2016 : Seven things I learned about time travel de Jonathan Herzberg
- 2016 : Bodkin Ras de Kaweh Modiri[8]
- 2017 : Sueño en otro idioma de Ernesto Contreras[9]
- 2018 : In De Zomer de Ilia ten Böhmer